# Martin Velits
Martin Velits (Bratislava, 21 februari 1985) is een voormalig Slowaaks wielrenner. Hij is de tweelingbroer van voormalig wielrenner Peter Velits.
De twee reden in 2004 voor Dukla Trenčín. Voor deze ploeg behaalde Martin de nationale tijdrittitel bij de beloften. Een jaar later, beide broers waren inmiddels verkast naar Team Konica Minolta, werd hij opnieuw Slowaaks kampioen bij de beloften, ditmaal op de weg. Ook wist hij een rit in de Ronde van de Kaap naar zijn hand te zetten. Een jaar later werd hij voor de tweede maal op rij Slowaaks beloftekampioen op de weg.
In 2007 reed hij voor Team Wiesenhof Felt. Hij wist in dat seizoen niets te winnen en liet als beste prestatie twee toptiennoteringen aantekenen in de Ster Elektrotoer; in zowel de 3e etappe als het eindklassement behaalde hij een tiende plek. Eind september werd Peter wereldkampioen op de weg bij de beloften in het Duitse Stuttgart. Hij kreeg daarop vele aanbiedingen, maar stelde als eis dat zijn broer Martin mee mocht. Uiteindelijk vertrokken beiden van het stoppende Wiesenhof naar ProTourploeg Team Milram. Na 14 jaar seizoenen stopte hij aan het einde van het seizoen 2017 met profwielrennen.

## Palmares
2003
3e etappe Ronde van Nedersaksen, Junioren
2004
 Slowaaks kampioen tijdrijden, Beloften
2005
 Slowaaks kampioen op de weg, Beloften
3e etappe deel A Ronde van de Kaap
2006
 Slowaaks kampioen op de weg, Beloften
2009
 Slowaaks kampioen op de weg, Elite
2010
 Slowaaks kampioen tijdrijden, Elite
1e etappe Ronde van Spanje (ploegentijdrit)
2013
1e etappe Tirreno-Adriatico (ploegentijdrit)

## Resultaten in voornaamste wedstrijden
| Jaar | Ronde van Italië | Ronde van Frankrijk | Ronde van Spanje |
| ---- | ---------------- | ------------------- | ---------------- |
| 2007 |                  |                     |                  |
| 2008 |                  |                     | 73e              |
| 2009 |                  |                     | 95e              |
| 2010 |                  |                     | 106e             |
| 2011 |                  |                     | 125e             |
| 2012 |                  | 88e                 |                  |
| 2013 |                  |                     |                  |
| 2014 |                  |                     | 130e             |
| 2015 |                  |                     | 117e             |
| 2016 |                  |                     | 152e             |
| 2017 |                  |                     |                  |

| Jaar | Milaan-San Remo | Gent-Wevelgem | Ronde van Vlaanderen | Parijs-Roubaix | Amstel Gold Race | Luik-Bast.‑Luik | Ronde van Lombardije | Parijs-Tours | Waalse Pijl |  | WK op de weg |  | Wereldranglijsten |
| ---- | --------------- | ------------- | -------------------- | -------------- | ---------------- | --------------- | -------------------- | ------------ | ----------- |  | ------------ |  | ----------------- |
| 2007 |                 |               |                      |                | 113e             |                 |                      | opgave       |             |  |              |  |                   |
| 2008 |                 |               |                      |                | 119e             |                 | 47e                  | 99e          |             |  | opgave       |  |                   |
| 2009 | 154e            |               | 63e                  | 80e            |                  |                 |                      | 136e         |             |  | 90e          |  |                   |
| 2010 |                 |               | opgave               | opgave         | opgave           | 136e            | opgave               |              | 117e        |  | 53e          |  | 222e (UWK)        |
| 2011 |                 |               | 65e                  |                |                  |                 | opgave               | 75e          |             |  | 69e          |  |                   |
| 2012 |                 |               |                      |                | 85e              |                 |                      |              | 108e        |  | opgave       |  |                   |
| 2013 | 125e            |               |                      |                | opgave           |                 |                      | 36e          | opgave      |  | opgave       |  |                   |
| 2014 |                 | 80e           |                      |                |                  |                 |                      | 29e          | 80e         |  | opgave       |  |                   |
| 2015 |                 |               |                      |                |                  |                 |                      | 51e          |             |  |              |  |                   |
| 2016 |                 |               |                      |                |                  |                 |                      |              |             |  |              |  |                   |
| 2017 |                 |               |                      |                |                  |                 |                      |              | opgave      |  |              |  |                   |

## Ploegen
- 2004 –  Dukla Trenčín
- 2005 –  Team Konica Minolta
- 2006 –  Team Konica Minolta
- 2007 –  Team Wiesenhof Felt
- 2008 –  Team Milram
- 2009 –  Team Milram
- 2010 –  Team HTC-Columbia
- 2011 –  HTC-Highroad
- 2012 –  Omega Pharma-Quick-Step
- 2013 –  Omega Pharma-Quick-Step Cycling Team
- 2014 –  Omega Pharma-Quick-Step Cycling Team
- 2015 –  Etixx-Quick Step
- 2016 –  Etixx-Quick Step
- 2017 –  Quick-Step Floors

Wielerploegen van Martin Velits
Gazi · Klučka · Kolínek · Kováč · Milon · Šipeky · Slota · M.Velits · P.Velits · Zsombok
van Dijk · 
Gajek ·
Giling ·
Leben ·
Ludewig ·
Musiol ·
Odebrecht · 
Pollack ·
Radochla ·
Retschke ·
Schmidt ·
Schulze · 
M. Velits ·
P. Velits ·
Wagner · 
Wesemann
Astarloa (tot 31/05) ·
Barla ·
Djoedja ·  
Eichler ·
Gajek ·
Ghisalberti ·
Grabsch ·
Haueisen ·
Hryvko · 
Jurčo · 
Knees ·
Kux ·
Lancaster ·
Müller ·
Ongarato ·   
Petacchi (tot 30/04) ·
Poitschke ·
Rigotto ·
Roels ·
Sabatini ·
Schröder ·
Schwager ·
Terpstra ·
M. Velits ·
P. Velits ·
Velo ·
Zabel ·
Geschke (stagiair) ·
Hassink (stagiair) ·
Schluter (stagiair)
Barla ·
Ciolek ·  
Eichler ·
Förster ·
M. Fothen ·
T. Fothen ·
Fröhlinger ·
Gajek ·
Gerdemann ·
Knaven ·
Knees ·
Kux ·
Müller ·
Roels ·
Rohregger ·
Russ ·
Scholz ·
Schröder ·
Stroetinga ·
Terpstra ·
M. Velits ·
P. Velits ·
Voss ·
Wegmann ·
Wrolich
Albasini ·
Bak ·
Cavendish ·
Dockx ·
Eisel ·
Ghyselinck ·
Goss ·
Grabsch ·
Greipel ·
Gretsch ·
Guldhammer ·
Hansen ·
Howard ·
Lewis ·
Martin ·
Monfort ·
Pinotti ·
Raboň ·
Renshaw ·
Reynés ·
Rogers ·
Roulston ·
Saramotins ·
Sieberg ·
Siwtsow ·
van Garderen ·
M. Velits ·
P. Velits
Albasini ·
Bak ·
Brammeier ·
Cavendish  ·
Degenkolb ·
Eisel ·
Fairly ·
Ghyselinck ·
Goss ·
Grabsch ·
Gretsch ·
Howard ·
Lewis ·
Martin   ·
Pate ·
Pinotti ·
Raboň ·
Rasmussen (tot 15/09) ·
Renshaw ·
Roulston ·
Siwtsow ·
Smukulis ·
van Garderen ·
M. Velits ·
P. Velits ·
Dempster (stagiair) ·
Norris (stagiair)
Bandiera · Boonen · Brammeier · Cataldo · Chavanel · Chicchi · Ciolek · De Weert · Devenyns · Fenn · Gołaś · Grabsch · Keisse · Kwiatkowski · Leipheimer · Maes · Martin     · Pauwels · Pineau · Raboň · Steegmans · Štybar · Terpstra · Trentin · Vandenbergh · Vandewalle · Van Keirsbulck · P. Velits · M. Velits · Vermote · Hoorne (stagiair) · Sénéchal (stagiair)
Alaphilippe · Bakelants · Boonen · Brambilla · Cavendish · De Gendt · De Weert · Fenn · Gołaś · Keisse · Kwiatkowski  · Maes · Martin   · Meersman · Pauwels · Petacchi · Poels · Renshaw · Serry · Steegmans · Štybar · Terpstra · Trentin · Urán · Vakoč · Vandenbergh · Van Keirsbulck · M. Velits · Vermote · Verona
Alaphilippe · Boonen · Bouet · Brambilla · Cavendish · de la Cruz · Gołaś · Keisse · Kwiatkowski  · Lampaert · Maes · Martin · Meersman · Renshaw · Sabatini · Serry · Štybar · Terpstra · Trentin · Urán · Vakoč · Vandenbergh · Van Keirsbulck · M. Velits · Vermote · Verona · Wisniowski · Contreras (stagiair) · Gaviria (stagiair)
Alaphilippe · Boonen · Bouet · Brambilla · Contreras · de la Cruz · De Plus · Gaviria · Jungels · Keisse · Kittel · Lampaert · Maes · D. Martin · T. Martin   · Martinelli · Meersman · Richeze · Sabatini · Serry · Štybar · Terpstra · Trentin · Vakoč · Vandenbergh · Van Keirsbulck · Velits · Vermote · Verona · Wiśniowski · Costa (stagiair) · García (stagiair) · Sisr (stagiair)
Alaphilippe · Bauer · Boonen (tot 09/04) · Brambilla · Capecchi · Cavagna · de la Cruz · De Plus · Declercq · Devenyns · Gaviria · Gilbert · Jungels · Keisse · Kittel · Lampaert · Martin · Martinelli · Mas · Richeze · Sabatini · Schachmann · Serry · Štybar · Terpstra · Trentin · Vakoč · Velits · Vermote · Hodeg (stagiair) · Kasperkiewicz (stagiair)